# Szczyt NATO w Warszawie 2016

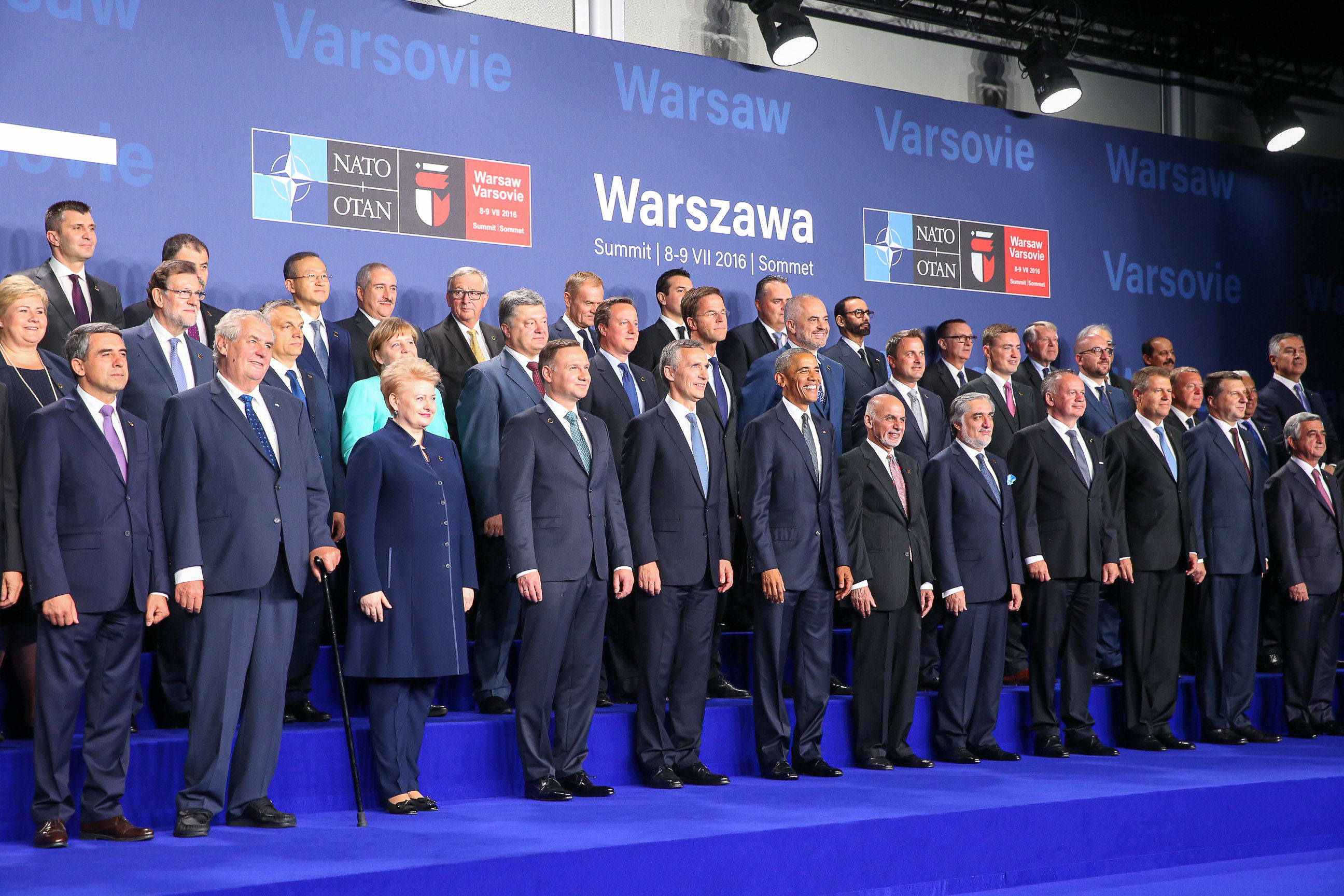
Przedstawiciele delegacji w trakcie Szczytu NATO w Warszawie

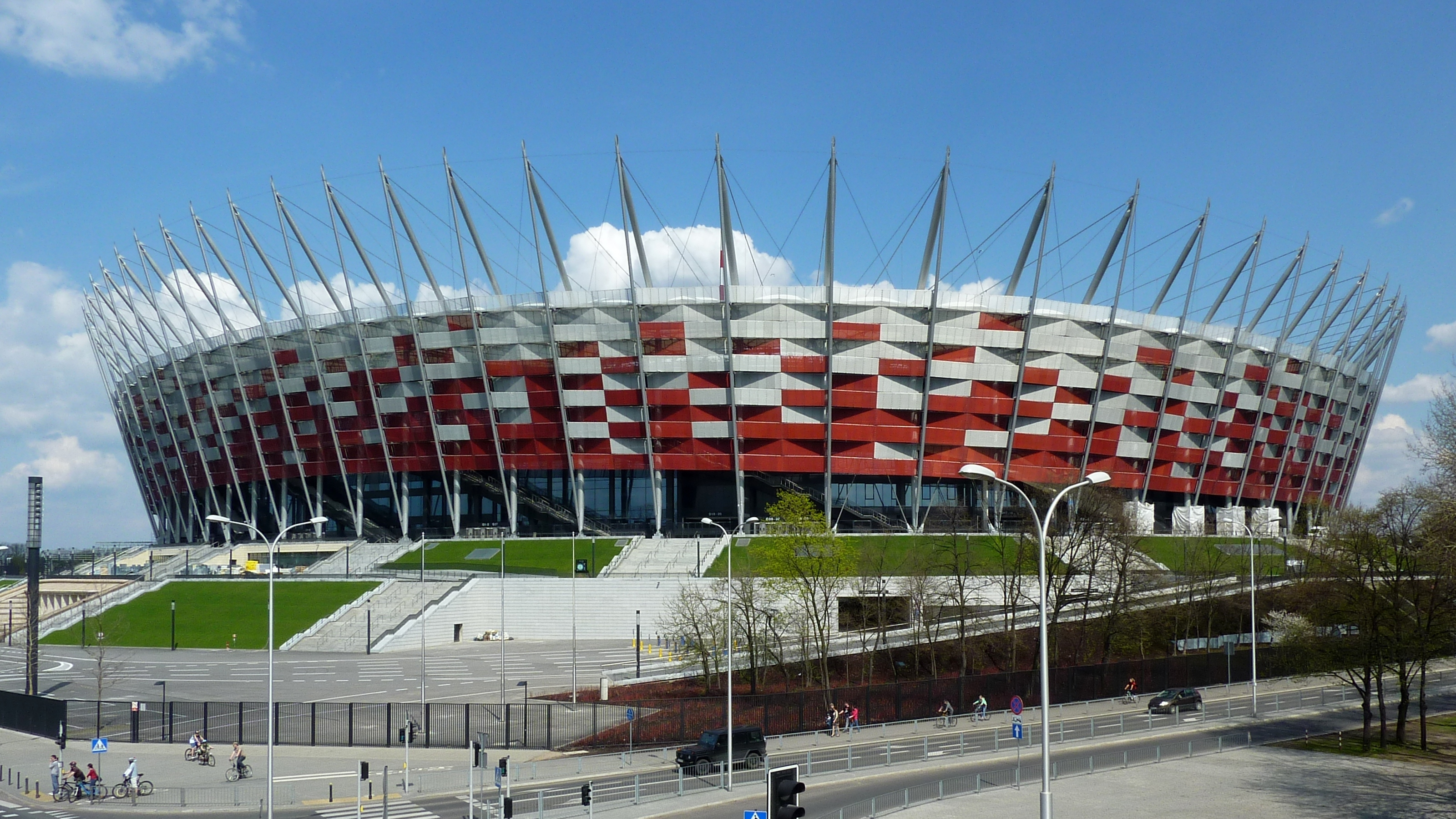
Stadion Narodowy w Warszawie – miejsce obrad

Szczyt NATO w Warszawie 2016 – 28. szczyt państw członkowskich Sojuszu Północnoatlantyckiego (NATO) na szczeblu szefów państw i szefów rządów zorganizowany 8–9 lipca 2016 w Warszawie. 
Posiedzenia organów Sojuszu odbywały się na Stadionie Narodowym. W  obradach szczytu wzięło udział 28 delegacji z państw sojuszniczych, 25 z państw partnerskich, a także m.in. przedstawiciele Kwatery Głównej i Strategicznych Dowództw NATO, UE, ONZ i Banku Światowego. Był to pierwszy szczyt NATO zorganizowany na terenie Polski.

## Agenda
Prezydent Andrzej Duda poinformował w sierpniu 2015, że priorytetem dla szczytu w Warszawie będzie rozlokowanie baz NATO w Europie Środkowej.  

## Uczestnicy

### Członkowie NATO
| - Albania – premier Edi Rama - Belgia – premier Charles Michel - Bułgaria – prezydent Rosen Plewneliew - Chorwacja – prezydent Kolinda Grabar-Kitarović - Czechy – prezydent Miloš Zeman - Dania – premier Lars Løkke Rasmussen - Estonia – premier Taavi Rõivas - Francja – prezydent François Hollande - Grecja – premier Aleksis Tsipras - Hiszpania – premier Mariano Rajoy - Holandia – premier Mark Rutte - Islandia – premier Sigurður Ingi Jóhannsson - Kanada – premier Justin Trudeau - Litwa – prezydent Dalia Grybauskaitė - Luksemburg – premier Xavier Bettel | - Łotwa – prezydent Raimonds Vējonis - Niemcy – kanclerz Angela Merkel - Norwegia – premier Erna Solberg - Polska – prezydent Andrzej Duda - Portugalia – premier António Costa - Rumunia – prezydent Klaus Iohannis - Słowacja – prezydent Andrej Kiska - Słowenia – premier Miro Cerar - Stany Zjednoczone – prezydent Barack Obama - Turcja – prezydent Recep Tayyip Erdoğan - Węgry – premier Viktor Orbán - Wielka Brytania – premier David Cameron - Włochy – premier Matteo Renzi - NATO – sekretarz generalny Jens Stoltenberg |

### Uczestnicy niebędący członkami NATO
- Afganistan – prezydent Aszraf Ghani
- Armenia – prezydent Serż Sarkisjan
- Azerbejdżan – prezydent Ilham Alijew
- Czarnogóra – premier Czarnogóry Milo Đukanović[4]
- Finlandia – prezydent Finlandii Sauli Niinistö[5]
- Gruzja – prezydent Giorgi Margwelaszwili
- Irlandia – wiceminister obrony Paul Kehoe
- Macedonia Północna – minister obrony Zoran Jolevski
- Mołdawia – minister obrony Anatol Șalaru
- Szwecja – premier Szwecji Stefan Löfven[5]
- Unia Europejska – Przewodniczący Komisji Europejskiej Jean-Claude Juncker oraz Przewodniczący Rady Europejskiej Donald Tusk
- Ukraina – prezydent Ukrainy Petro Poroszenko[6]
- Zjednoczone Emiraty Arabskie – wiceminister spraw obronnych Mohammed Ahmad Al Bowardi

## Postanowienia szczytu
- powołanie czterech batalionowych grup bojowych stacjonujących (na zasadzie stałej rotacji) w państwach bałtyckich i w Polsce – dowództwo nad grupami obejmą tzw. państwa ramowe: Stany Zjednoczone (w Polsce), Wielka Brytania (w Estonii), Kanada (na Łotwie), Niemcy (na Litwie)[7][8][9][10], Polska zadeklarowała gotowość utworzenia brygady w Estonii, natomiast w Polsce poza Amerykanami mają stacjonować Brytyjczycy i Rumuni[11];
- rozmieszczenie w ww. regionie brygady pancernej i komponentów dywizji US Army, łącznie z dowództwem które będzie nadzorowało działania ww. grup batalionowych – dowództwo i większość elementów jednostki znajdzie się w Polsce[8][10];
- przedłużenie misji Resolute Support w Afganistanie po 2016 r. (do 2020 r.) oraz przeznaczenie 5 mld $ rocznie wsparcia dla władz w Kabulu[8][9][10][12];
- szkolenie armii irackiej[8][9][10][13];
- udzielenie wsparcia siłom zbrojnym Tunezji i Jordanii[8][13];
- dołączenie wszystkich krajów członkowskich NATO do koalicji przeciwko Państwu Islamskiemu (udostępnienie natowskich samolotów wczesnego ostrzegania i rozpoznania AWACS do pozyskiwania informacji z Syrii, gdzie toczy się wojna – samoloty mają pozyskiwać informacje operując z przestrzeni powietrznej Turcji i przestrzeni międzynarodowej)[8][13][10];
- podpisanie dokumentu o koordynacji działań UE i NATO w zakresie zagrożeń hybrydowych oraz kryzysu migracyjnego[8];
- uznanie cyberprzestrzeni za obszar prowadzenia działań wojennych[9][10];
- zintensyfikowanie współpracy w cyberprzestrzeni oraz w zakresie obrony przeciwrakietowej[8];
- uruchomienie ośmiu funduszy natowskich z pomocą materialną dla Ukrainy[8][14];
- rozpoczęcie misji Sea Guardian (w miejsce Active Endeavour), mającej na celu walkę z kryzysem migracyjnym oraz przemytem broni na Morzu Śródziemnym[8] i Morzu Egejskim, poprzez wsparcie misji Unii Europejskiej „Sophia”[9][13][10];
- ogłoszenie wstępnej gotowości operacyjnej tarczy antyrakietowej w Rumunii, gdzie zainstalowano baterię pocisków SM-3 w wersji lądowej (Aegis Ashore)[9][10];
- poparcie ukraińskiej suwerenności i integralności terytorialnej oraz potępienie aneksji Krymu przez Rosję[9][10] oraz wojny w Donbasie, a także wezwanie do zaprzestania wspierania separatystów na wschodniej Ukrainie[14];
- poparcie aspiracji Gruzji do członkostwa w NATO[9][13] oraz gruzińskiej suwerenności i integralności terytorialnej[10], a także wezwanie Rosji do wycofania swoich sił zbrojnych z Południowej Osetii i Abchazji[14];
- podpisanie porozumienia pomiędzy NATO i Unią Europejską w zakresie współpracy w dziedzinie bezpieczeństwa[10];
- zapewnienie o natowskim zaangażowaniu w dbaniu o potencjał broni konwencjonalnej oraz broni nuklearnej[10];
- utworzenie w Rumunii natowskiej wielonarodowej dywizji, która powstanie z przekształcenia jednej z dywizji rumuńskich - jednym z państw, które zgłosiły gotowość do jej współtworzenia jest Polska[15];
- rozbudowa rumuńsko-bułgarskiej brygady[16]

Ponadto premier Wielkiej Brytanii David Cameron zapowiedział, że 18 lipca w brytyjskim parlamencie odbędzie się głosowanie w sprawie odnowienia brytyjskiego systemu odstraszania nuklearnego, który ma zastąpić działający od 1994 program Trident. Natomiast prezydent USA Barack Obama zakomunikował m.in. że NATO będzie chronić każdego członka sojuszu oraz przyznał, że członkowie NATO zgodzili się nie wracać do tzw. „business as usual” z Rosją, dopóki Rosja nie wypełni postanowień protokołu z Mińska. Sekretarz generalny Jens Stoltenberg podkreślił, że NATO nie chce nowej zimnej wojny, nie szuka konfrontacji i dlatego, wzmacniając bezpieczeństwo, NATO szuka konstruktywnego dialogu z Rosją. Szef NATO z zadowoleniem odniósł się do niedawnej deklaracji prezydenta Władimira Putina, że zostanie wprowadzony wymóg korzystania przez rosyjskie samoloty latające nad Morzem Bałtyckim z transponderów.
Podczas szczytu minister obrony narodowej Antoni Macierewicz:
- podpisał list intencyjny pomiędzy Polską i Turcją w sprawie wielonarodowej współpracy w celu pozyskania zdolności radioelektronicznych w przestrzeni powietrznej[20] w obliczu zagrożeń wynikających ze zdolności A2/AD (ang. anti-access/area denial)[21];
- parafował umowę między Rządem RP a Dowództwem Sił Sojuszniczych NATO ds. Transformacji (gen. Denis Mercier) i Naczelnym Dowództwem Połączonych Sił Zbrojnych NATO w Europie (gen. Curtis Scaparrotti), uzupełniającą Protokół dotyczący statusu międzynarodowych dowództw wojskowych ustanowionych na podstawie Traktatu Północnoatlantyckiego (tzw. Protokół Paryski), która ma uprościć zasady, na jakich funkcjonują jednostki sojusznicze i ich dowództwo w Polsce[20][22];
- parafował protokół między Rządem RP a Gabinetem Ministrów Ukrainy w sprawie wprowadzenia zmian do Porozumienia między Rządem RP a Rządem Ukrainy o wzajemnych dostawach uzbrojenia, techniki wojskowej i świadczenia usług o charakterze wojskowo-technicznym, sporządzonego w Kijowie 10 października 1996[20], który ma uprościć realizację projektów dwustronnych[17][22].